# جعفری (گیاه)
جعفری یا شومِخ (نام پارسی‌اش) نوعی سبزی خوراکی است که در انواع غذا و سوپ مورد استفاده قرار می‌گیرد. جعفری معمولاً به صورت تر و خشک عرضه و مصرف می‌شود و فواید بسیاری نیز دارد.

## خواص جعفری
جعفری یک منبع بسیار خوب ویتامین A، ویتامین C و ویتامین K می‌باشد. به علاوه جعفری منبع غذایی خوبی از آهن و اسیدفولیک است. جعفری شامل دو جزء خیلی مهم در ترکیب خود می‌باشد که موجب شده این سبزی نقشی بی‌همتا در سلامت انسان داشته باشد: روغن‌های فرار و فلاوونوئیدها.
روغن‌های فرار:
اولین جزء مهم موجود در جعفری، روغن‌های فرار هستند. این روغن‌ها به نام روغن‌های ضروری یا اسانس‌های گیاهی نیز خوانده می‌شوند.
از ترکیبات مهم این گروه می‌توان به میریستیسین (myristicin)، لیمونن (limonene)، آلفا توژن (alpha-thujene) و اِاوجنول(eugenol) اشاره کرد. با تغلیظ این مواد  عصاره ای حاصل می‌شود که دارای خواص درمانی فوق‌العاده است.
در مطالعات انسانی مشخص شده‌است که روغن‌های فرار موجود در جعفری مخصوصاً میریستیسین، از شکل‌گیری و تشکیل تومورها (مخصوصا تومورهای ریه) جلوگیری می‌کنند. در تحقیقات دیگری مشخص شده‌است که فعالیت آنزیم گلوتاتیون S ترانسفراز را که مسئول پیشگیری از تخریب سلولی می‌باشد، تحریک می‌کند.
از دیگر فعالیت این روغن‌ها این است که به خنثی کردن انواع مواد سرطان زا مانند بنزوپیرن‌های موجود در دود سیگار و دود ناشی از زغال چوب کمک می‌کند.
فلاوونوئیدها:
دومین جزء مهم آن، فلاوونوئیدها می‌باشند. از ترکیبات مهم این گروه که در جعفری یافت می‌شود، می‌توان آپیئین(apiin)، آپیجنین(apigenin)، کریسواِریول(crisoeriol) و لوتئولین(luteolin) را نام برد.

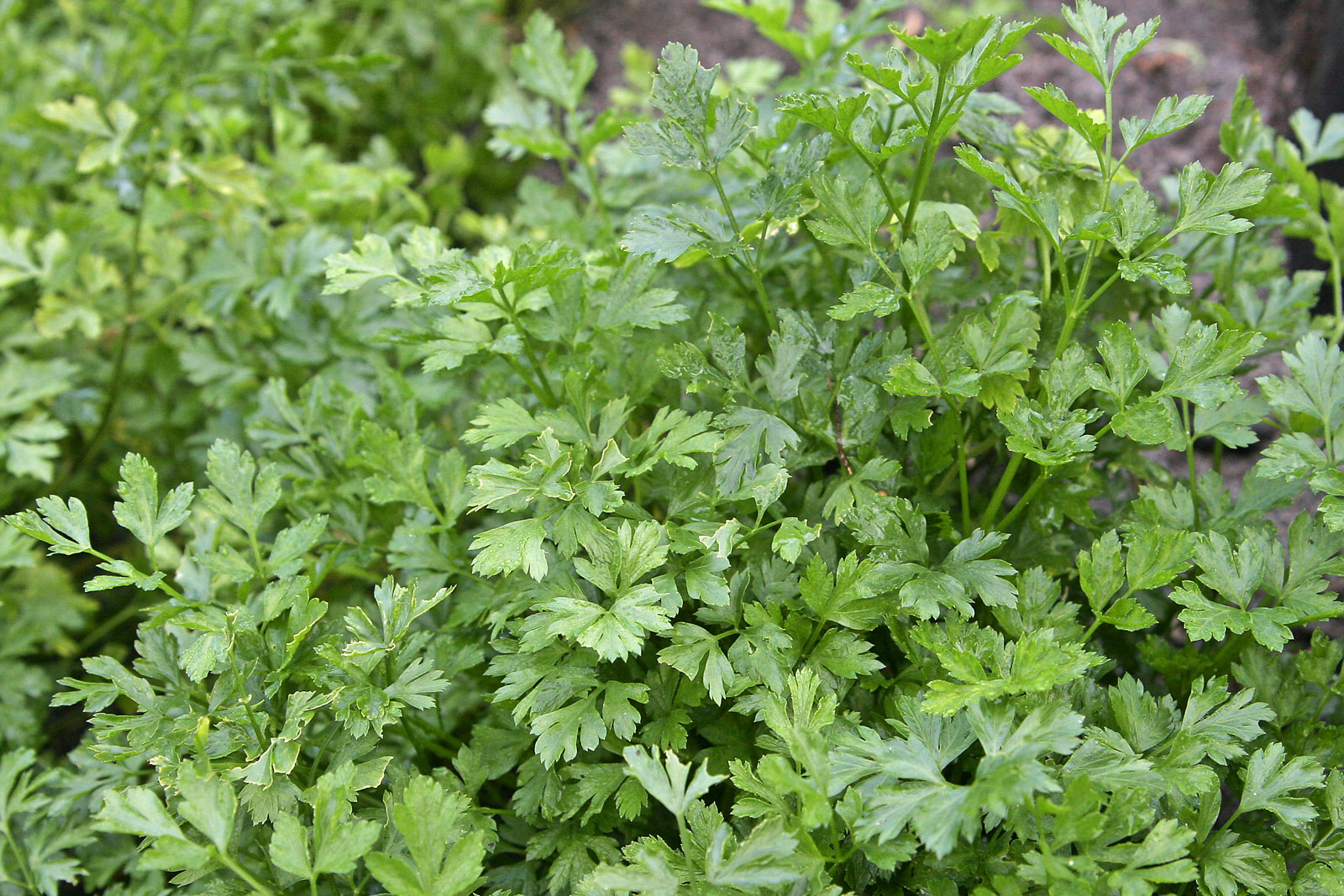
بوته جعفری